# Чемурай
Чемурай— деревня в Дзержинском районе Красноярского края в составе  Орловского сельсовета.

## География
Деревня находится в северной части района примерно в 28 километрах по прямой на северо-восток от села Дзержинское.

## Климат
Климат резко континентальный, который проявляется в больших годовых амплитудах температуры воздуха. Среднемесячная температура января -21,4 оС, июля 18,2 оС. Средняя дата наступления мороза 7/IX, средняя дата окончания последнего мороза 31/V, средняя продолжительность безморозного периода – 98 дней. Средняя продолжительность отопительного сезона составляет 243 дня, средняя температура отопительного сезона – 9,1ºС. Количество осадков, выпадающих в теплый период, составляет 288 мм, а в холодный – 74 мм. Средняя высота снежного покрова на открытых участках составляет 36 см, максимальная – 50 см, минимальная – 17 см.

## История
Деревня основана в 1936 году удмуртами. 

## Население
Постоянное население составляло 42 человека в 2002 году (53% русские, 45% удмурты),  33 в 2010.